# Georg Ferdinand Howaldt

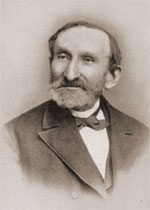
Georg Howaldt.

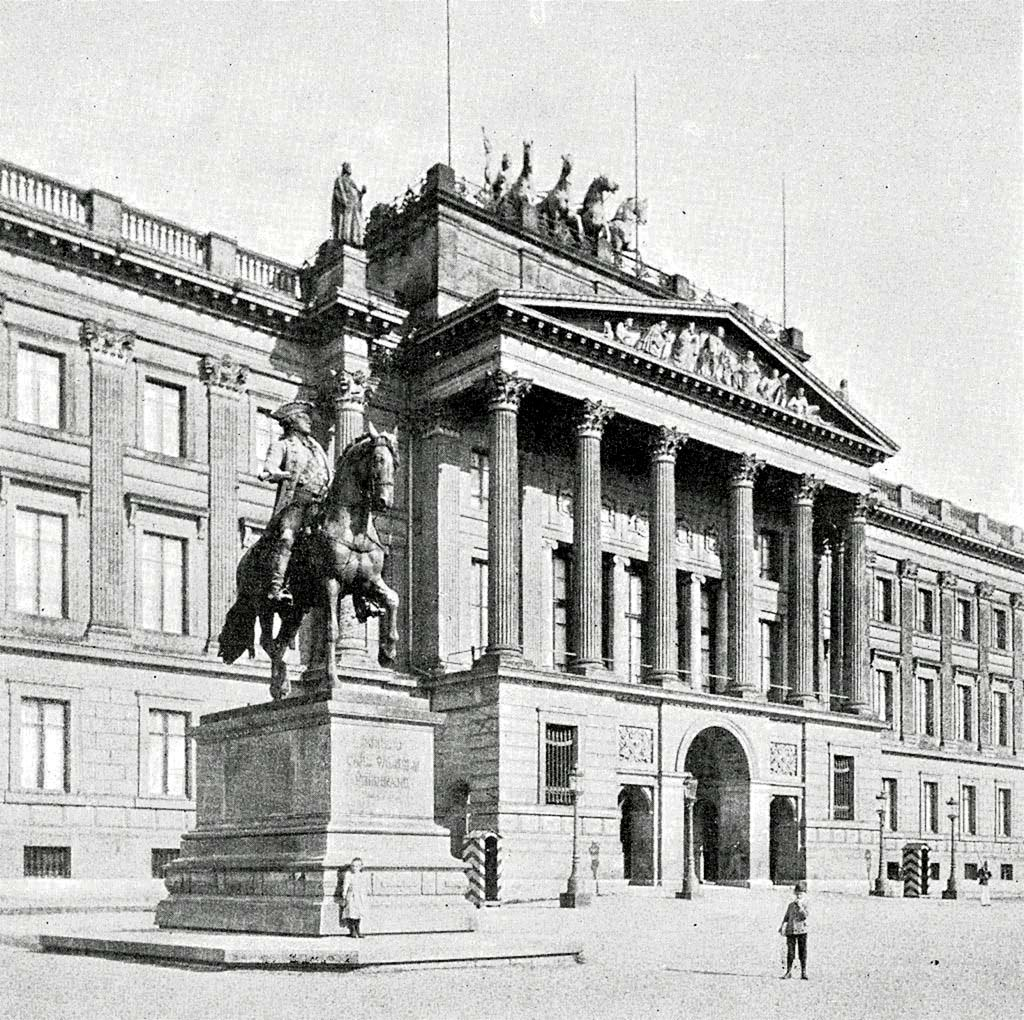
Braunschweigs slott, 1897.

Georg Ferdinand Howaldt, född den 8 april 1802 i Braunschweig, död där den 19 januari 1883, var en tysk bronsgjutare. Han var bror till August Howaldt.
Howaldt arbetade först som guldsmed under sin far, men reste 1822 till Nürnberg, där han lärde sig bronsgjutning och blev 1835 lärare i därvarande Gewerbeschule. År 1836 kallades han till professor och lärare i modellering vid Collegium Carolinum i Braunschweig och utförde i denna stad en mängd arbeten, dels gjutna i brons, dels drivna i koppar, av vilka senare den märkligaste är Brunonia, en personifikation av Braunschweig, med fyrspann (Quadriga) på slottet i Braunschweig, utförd första gången 1858–1863 och efter slottets brand för andra gången 1865–1868.